# سلطان‌آباد (تربت حیدریه)
نام رسمی:سلطان‌ آباد رخ معروف به سلطان‌آباد رخ (تربت حیدریه)، یکصد کیلومتری مشهد و حدود ۴۵ کیلومتر تربت حیدریه روستای سلطان‌ آباد  روستایی از توابع بخش جلگه‌رخ به مرکزیت  رباط سنگ شهرستان تربت حیدریه کنار روستای سرهنگ در استان خراسان رضوی ایران است.و همچنین بزرگ ترین روستای بخش رخ می باشد.

## جمعیت
این روستا در دهستان بالارخ قرار دارد و براساس سرشماری مرکز آمار ایران در سال ۱۳۸۵، جمعیت آن ۱٬۷۶۳ نفر (۴۱۶خانوار) بوده‌است.